# Isagen
Isagen (estilizado como ISAGEN) es una empresa privada de generación y comercialización de energía con siete centrales de generación que suman 3.032 MW (2.732 hidráulicos y 300 térmicos).[cita requerida] Desarrolla un portafolio de energías renovables que aprovechan fuentes como el agua, el viento y la luz solar. El accionista mayoritario es BRE Colombia Hydro Investments Ltd. Su sede principal está ubicada en Medellín y tiene oficinas regionales en Bogotá, Cali y Barranquilla.
Es la tercera generadora del país con una participación del 18.4% en el Sistema Interconectado Nacional. Cuenta con una capacidad instalada de 3.032 megavatios (MW) distribuida en seis centrales hidroeléctricas, una térmica y 150 MW adicionales, producto de la interconexión con Venezuela.

## Historia
El 4 de abril de 1995, se realiza la división de Interconexión Eléctrica S. A. (ISA) dando origen a la sociedad Ecogen que posteriormente pasaría a llamarse Isagen, la cual se le transfirieron los activos de generación y comercialización de energía eléctrica, mientras ISA se encargaba de la transmisión.
Frente a los grandes problemas de generación eléctrica que vivió Colombia a principios de los años noventa, el Estado publicó entre 1992 y 1994 decretos y leyes que permitieron la participación del sector privado en la industria eléctrica mediante generadores independientes y separándolas del negocio de transporte por redes. A partir de esto se podría ejercer la comercialización separada o conjuntamente con la generación y distribución. 
En 2005, durante el gobierno de Álvaro Uribe se recomienda la venta del 20% de las acciones de Isagen, hecho que empezó en 2006.
El 13 de enero de 2016, en medio de protestas y polémica nacional, Brookfield Asset Management, multinacional canadiense compra por 6,49 billones de pesos colombianos el 57.6% las acciones del gobierno colombiano convirtiéndose en el mayor accionista.

## Proyectos de generación de energía
Lista de los proyectos operados por Isagen y subsidiarias
| Central                                | Ubicación               | Capacidad instalada |
| -------------------------------------- | ----------------------- | ------------------- |
| Central hidroeléctrica San Carlos      | San Carlos (Antioquia)  | 1240 (MW)           |
| Hidroeléctrica de Sogamoso             | Betulia (Santander)     | 819 (MW)            |
| Central hidroeléctrica Miel I          | Norcasia (Caldas)       | 396 (MW)            |
| Central hidroeléctrica Jaguas          | San Rafael (Antioquia)  | 170 (MW)            |
| Bosques Solares de los Llanos          | Puerto Gaitán (Meta)    | 125 (MW)            |
| Bosques Solares de Bolívar             | Sabanalarga (Atlántico) | 100 (MW)            |
| Central hidroeléctrica Amoyá           | Chaparral (Tolima)      | 80 (MW)             |
| Central hidroeléctrica San Miguel      | San Luis (Antioquia)    | 52 (MW)             |
| Centrales hidroeléctricas LUZMA I y II | Amalfi (Antioquia)      | 39.2 (MW)           |
| Central Eólica Guajira I y WESP        | Uribia (La Guajira)     | 32 (MW)             |
| Central hidroeléctrica Calderas        | Granada (Antioquia)     | 19.9 (MW)           |
| Central hidroeléctrica Popal           | Cocorná (Antioquia)     | 19.9 (MW)           |
| Central hidroeléctrica El Molino       | Cocorná (Antioquia)     | 19.9 (MW)           |
| Central hidroeléctrica san Matías      | Cocorná (Antioquia)     | 19.9 (MW)           |
| Central hidroeléctrica Barroso         | Salgar (Antioquia)      | 19.9 (MW)           |

## Venta de Isagen
La subasta de Isagen fue anunciada en diciembre de 2015 por el gobierno del presidente Juan Manuel Santos. Esta se realizaría entre dos oferentes, Colbún y el fondo de inversión canadiense Brookfield. El 11 de enero de 2016, Colbún anuncia su retiro de la subasta, y a pesar de esto, el gobierno procede con la venta de Isagen, la cual se realiza el 13 de enero al fondo Brookfield en subasta de único postor, durante OPA de desliste llevada a cabo en la Bolsa de Valores de Colombia el 13 de enero de 2017. Brookfield compró Isagen a un precio de 6.48 billones de pesos colombianos por el 57.6% de participación que poseía el gobierno colombiano. Este monto fue propuesto por el presidente de Colombia.
Aunque esta se vendió en medio de manifestaciones a los alrededores de la Bolsa de Valores de Colombia, en contra de su venta, ya que Isagen producía a 2016 el 15% de la energía en Colombia. Según los manifestantes, su subasta podría traer graves consecuencia a la economía de Colombia. El gobierno justifica la venta, argumentando que los recursos serían utilizados para financiar proyectos masivos de infraestructura en el país, tales como las Vías 4G. La Procuraduría anunció que el presidente podría ser investigado por posible detrimento patrimonial por llevar a cabo la venta de Isagen.